# Paula Ivan
Paula Ivan, née le 20 juillet 1963 à Herăști, est une ancienne athlète roumaine, coureuse de fond et demi-fond.
Aux Jeux olympiques d'été de 1988 à Séoul, elle a remporté l'or sur 1 500 m, devant les Soviétiques Laimutė Baikauskaitė et Tetyana Samoylenko. Le temps réalisé lors de cette course est toujours le record olympique. Sur 3 000 m, elle remporta l'argent derrière Samolenko mais devançant la Britannique Yvonne Murray.

## Palmarès

### Jeux olympiques
- Jeux olympiques de 1988 à Séoul ( Corée du Sud) 
  -  Médaille d'or sur 1 500 m
  -  Médaille d'argent sur 3 000 m

### Championnats d'Europe d'athlétisme en salle
- Championnats d'Europe d'athlétisme en salle de 1989 à La Haye ( Pays-Bas)
  -  Médaille d'or sur 1 500 m

## Records
- Record olympique du 1 500 m en 3 min 53 s 96 le 1er octobre 1986 à Séoul
- Record du monde du mile en 4 min 15 s 61 le 10 juillet 1989 à Nice (amélioration du record de Mary Decker, sera battu par Svetlana Masterkova)